# Lonchaea lambiana
Lonchaea lambiana är en tvåvingeart som beskrevs av Mario Bezzi 1918. Lonchaea lambiana ingår i släktet Lonchaea och familjen stjärtflugor. Inga underarter finns listade i Catalogue of Life.